# Irmela
Irmela ist ein weiblicher Vorname.

## Herkunft und Bedeutung
Beim Namen Irmela handelt es sich um eine Koseform von Irma.

## Verbreitung
Der Name Irmela ist nicht sehr verbreitet. Gelegentlich findet er in Deutschland, Bosnien und Herzegowina, Österreich und der Schweiz Verwendung.

## Varianten
- Deutsch: Irmele, Irmelin
- Finnisch: Irmeli
- Norwegisch: Irmelin
- Schwedisch: Irmeli, Irmelin

Für weitere Varianten: siehe Emma

## Namensträgerinnen
- Irmela Boßler, deutsche Querflötistin
- Irmela Brender (1935–2017), deutsche Schriftstellerin und Übersetzerin
- Irmela Broniecki (1944–2019), deutsche Florettfechterin
- Irmela Bues (* 1940), deutsche Astronomin und Hochschullehrerin
- Irmela Erckenbrecht (* 1958), deutsche Schriftstellerin und Buchübersetzerin
- Irmela Florin (1938–1998), deutsche Psychologin
- Irmela Hadelich (1923–2017),  deutsche Malerin, Grafikerin und Buchautorin
- Irmela Hammelstein (1942–1995), deutsche Politikerin
- Irmela Hannover (* 1954), deutsche Juristin, Autorin und Fernsehmoderatorin
- Irmela Hijiya-Kirschnereit (* 1948), deutsche Japanologin und Übersetzerin
- Irmela Hofmann (1924–2003), deutsche Seelsorgerin und Autorin
- Irmela von der Lühe (* 1947), deutsche Autorin, Herausgeberin und ehemalige Professorin
- Irmela Maier (* 1956), deutsche Künstlerin
- Irmela Marei Krüger-Fürhoff (* 1965), deutsche Literaturwissenschaftlerin
- Irmela Mensah-Schramm (* 1945), deutsche Aktivistin für Menschenrechte
- Irmela Priepke (1927–2020), deutsche Kirchenmusikerin und Chorleiterin
- Irmela Wendt (1916–2012), deutsche Kinderbuchautorin